# Klępsk
Klępsk [ˈklɛmpsk] (deutsch: Klemzig) ist ein Ort mit etwa 600 Einwohnern in der Stadt- und Landgemeinde Sulechów im Powiat Zielonogórski der Woiwodschaft Lebus in Polen. Es liegt neun Kilometer nordöstlich von Sulechów (Züllichau).

## Geschichte
Klemzig wurde über die nähere Umgebung hinaus bekannt, als sich nach 1830 zahlreiche Familien weigerten, sich der unierten Evangelischen Kirche in den Königlich Preußischen Landen anzuschließen. Stattdessen blieben sie beim alten Augsburgischen Bekenntnis und nannten sich ausdrücklich „Lutheraner“. (Als Fremdbezeichnung kam später der Begriff „Altlutheraner“ auf.) Um dem Druck der staatlichen und der kirchlichen Obrigkeiten zu entgehen, wanderten unter der Führung ihres Pastors August Ludwig Kavel (1798–1860) 200 Klemziger und weitere 600 Bewohner der Nachbardörfer im Jahre 1838 nach Südaustralien aus. Unweit von Adelaide gründeten sie eine Siedlung, der sie den Namen ihres Heimatdorfes gaben: Klemzig.
Das alte Klemzig hatte sich früh zum Rittergutsort entwickelt. Im 17. Jahrhundert war hier die Familie von Troschke ansässig, es waren Sebastian der Ältere von Troschke-Trebschen, Ehefrau Eva von Sack, und folgend deren Sohn Sebastian der Jüngere von Troschke-Trebschen, verheiratet mit Margaretha von Kalkreuth. Wappenbilder der Gutsherren von Troschke auf Klemzig sind in der Patronatskirche Schönborn nachgewiesen. Zeitweise bestanden zwei Güter im Ort, Ober-Klemzig und Nieder-Klemzig. Hinzu kam die von Klemzig ausgehende Gründung des Wohnplatzes Harthe, welches sich vom Vorwerk zum Rittergut entwickelte.
Um 1830 war das Gut im Besitz des hochadeligen Heinrich LX. Fürst Reuss (1784–1833), der zum Depurtierten der neumärkischen Ritterschaft gewählt wurde und ebenso zum Ritterschaftsrat, konkret betitelt mit Ritterschaftlicher Commissarius. Erbin wurde seine Witwe Dorothea, geborene Prinzessin Schoenaich-Carolath, respektive die älteste Tochter Karoline Henriette, vermählte mit Karl Graf von Pückler und Freiherr von Groditz, später kurz Karl Graf von Pückler-Burghauß auf Tannhausen genannt. 1842 fand noch die Hochzeit der zweiten Reuss-Tochter Marie (1822–1903) auf Schloss Klemzig mit Eberhard zu Stolberg-Wernigerode statt. Dennoch wurde Klemzig 1844 an die Königliche Seehandlung verkauft, die wiederum "soll" es 1852 an einen Hamburger Kaufherrn weiter veräußert haben. Ende des 19. Jahrhunderts beinhaltete das Rittergut Klemzig gesamt 987 ha, davon waren 331 ha Forsten. Zum Gut gehörte eine Brennerei, eine Ziegelei und eine Wassermühle. Besitzer war inzwischen der bürgerliche Robert Heinrich Heyder, seine Ehefrau hieß Luise Beyme. Ihr gemeinsamer Hauptwohnsitz war aber Lassowsko bei Grätz in der Provinz Posen. In Klemzig gab es bis 1945 ein landwirtschaftliches Freigut mit Schloss und Weinkeller im Besitz der Familie von Philipsborn. Dieser Besitz mit Ober-Klemzig und Rittergut Harthe behielt den Status Rittergut. Der Besitz kam durch Heirat in die Hand der briefadeligen Familie. Adolf von Philipsborn hatte 1885 die Tochter Marie Heyder (1859–1915) des genannten Gutsherrn geehelicht. Vor der großen Wirtschaftskrise umfasste Gut Klemzig 1019 ha, inklusive 326 ha Wald. Verwalter wurde Fritz Schwarz, gleichzeitig Administrator. Der Besitz in den 1930er/1940er Jahren vornehmlich verwaltet von Herrn von Keyserlingk. Letzter Eigentümer wurde so Dr. jur. Friedrich von Philipsborn (1886–1945), verheiratet mit Mary-Ann Schlief, die aus Dresden stammte. Die Familie von Philipsborn-Klemzig hatte mit Waldow zusätzlich noch einen weiteren großen Besitz in der Niederlausitz. Die Gutsbesitzergeneration hatte vier Töchter, dazu gehörte mit dem im Krieg verschollenen Leutnant d. R. Dipl.- Ing. Heinrich von Philipsborn (1890–N. N.) der Bruder des Gutsherrn und seine Schwester, die Künstlerin Dorothea von Philipsborn.
Bis 1945 lag Klemzig im ehemaligen Landkreis Züllichau-Schwiebus in der Provinz Brandenburg (Neumark). Das Dorf hatte 1939 539 Einwohner. Es gab eine Verkehrsanbindung zum Schienennetz der ehemaligen Deutschen Reichsbahn über den Bahnhof Langheinersdorf.
In den Jahren 1945 bis 1947 wurden die deutschen Bewohner gewaltsam vertrieben, zunächst durch die vorrückende Rote Armee, später durch ebenfalls zwangsweise umgesiedelte Polen. Das Schloss wurde infolge der Kriegswirren 1945/1946 vollkommen zerstört, erhalten sind einzelne Wirtschaftsgebäude, Stallungen und Reste des Schlossparks. Ebenfalls in altem Zustand erhalten sind die Schule und die Dorfkirche.

## Sehenswürdigkeiten

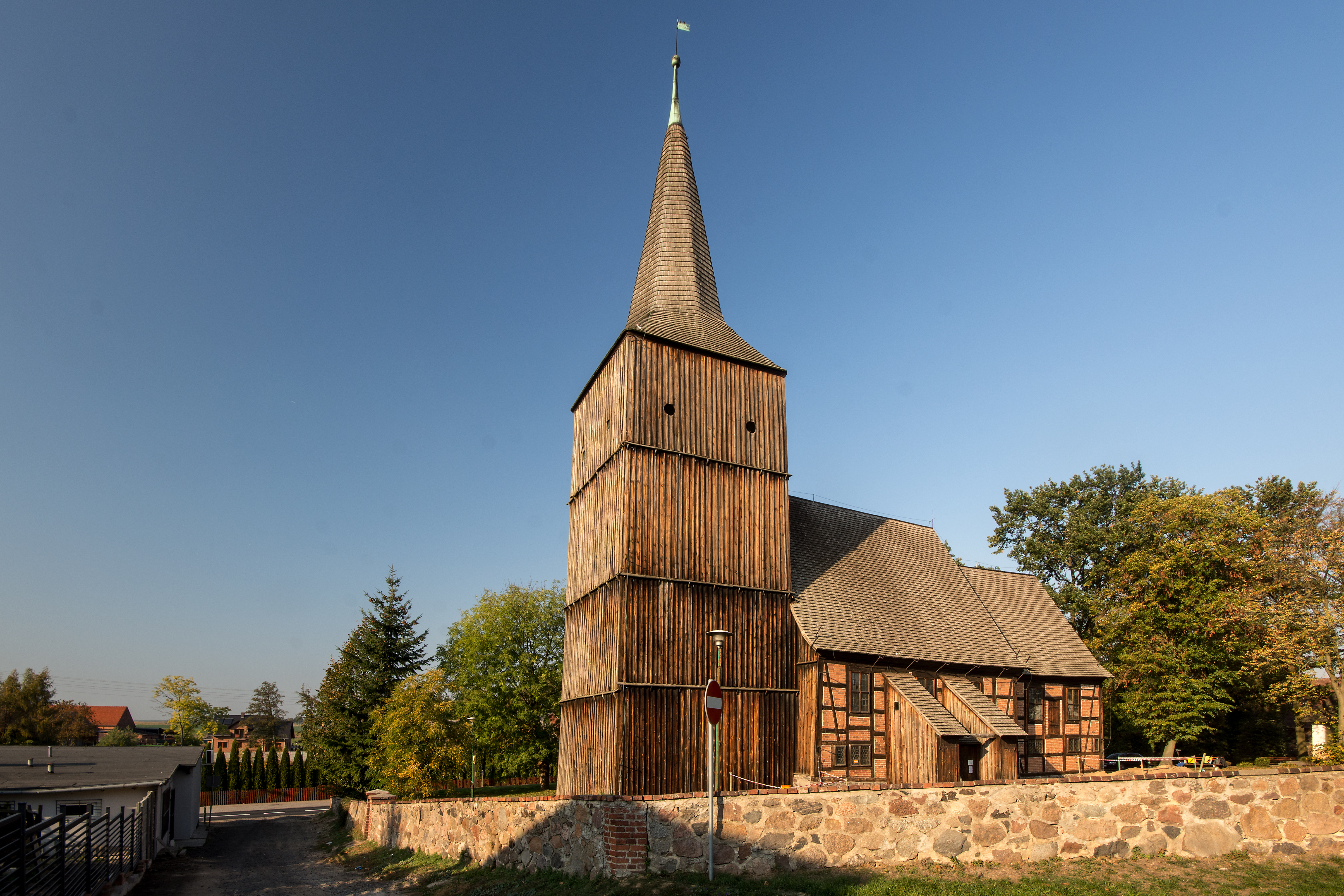
Die Fachwerkkirche

Die örtliche Marienkirche wurde 1576 als Fachwerkbau für die evangelische Ortsbevölkerung gebaut und ist eine der bedeutendsten Holzkirchen Polens. Noch aus der Gotik stammt der dreiflüglige Hauptaltar. Die Ausmalung des Innern von 1610 bis 1613, und dabei vor allem des hölzernen Tonnengewölbes, mit biblischen Motiven sowie die übrige, überaus reiche manieristische- bzw. Renaissanceausstattung, bestehend aus Kanzel, Altären, Emporen und Epitaphen blieb nahezu unverändert. Sie zeichnet sich durch volkstümliche Schnitzereien und 117 Kleingemälde aus, die von verschiedenen historischen Inschriften erläutert werden. 1657 wurde der verschindelte wuchtige Frontturm mit Nadelhelm angebaut, später folgte noch die Philipsborn-Kapelle mit Fenstern und Wandmalereien des Künstlers Wolf Röhricht (1886–1953), Vorstandsmitglied der Freien Secession in Berlin, von Anfang der 1920er Jahre.